# Regentův most
Regentův most (anglicky Regent Bridge) je silniční most v Edinburghu ve Skotsku, kde silnice A1 vstupuje do Nového města z východu a přechází přes údolí poblíž Calton Hill. Most byl postaven v 19. století v neoklasicistním stylu v souvislosti s modernizací a rozšiřováním středověkého města na sever a východ. Most je chráněnou památkou kategorie A.

## Historie
Na počátku 19. století byl nepohodlný přístup do Edinburghu po velké londýnské silnici dlouho předmětem všeobecné lítosti. Pro vjezd do města z jihu vedla trasa úzkými a nepohodlnými ulicemi, což byl přístup, který byl považován za nevhodný k celkové eleganci místa. V roce 1814 však byl zahájen velkolepý vjezd z Calton Hill na Princes Street přes hlubokou rokli zvanou Low Calton, kterou tehdy zabíraly staré a špatně vybudované ulice. Aby se Calton Hill spojil s Princes Street, byly všechny tyto ulice zrušeny a přes prohlubeň byl postaven elegantní obloukový most zvaný Regent Bridge, který usnadnil a zpříjemnil sestup z Calton Hill do Princes Street. V té době se také prosazovala výstavba nového vězení na Calton Hill a nový most by umožnil vhodnější přístup.
V roce 1813 sir John Marjoribanks, tehdejší edinburský lord probošt, oživil plán na výstavbu vězení na svazích Calton Hill. Dne 1. března 1814 předložil městskému magistrátu plán na výstavbu mostu Regent Bridge, jehož předpokládané náklady činily přibližně 20 000 liber a který byl podložen studií proveditelnosti vypracovanou inženýrem Robertem Stevensonem. Přestože byl projekt komplikovaný (bylo třeba přesunout část starého caltonského pohřebiště, překlenout padesátimetrové údolí, odstřelit pevnou skálu a zbourat budovy na východním konci Princes Street), byl přijat a náměstí Waterloo Place na vrcholu mostu navrhl Archibald Elliot. Stavba pod vedením Roberta Stevensona byla zahájena v roce 1816 a most byl dokončen v roce 1819. Regent Bridge byl slavnostně otevřen 18. srpna 1819 během návštěvy prince Leopolda Sasko-Koburského v Edinburghu.

## Popis
Jedná se o významný příklad užití klasické řádové architektury v té době. Oblouk je půlkruhový a široký 15 m. Na severním průčelí je vysoký 13,716 m, ale na jižním průčelí je vysoký 19,56 m, protože terén se směrem k jihu snižuje. Vozovka je tvořena řadou zpětných oblouků na každé straně. Velký oblouk je na jihu a severu zdoben dvěma ozdobnými triumfálními otevřenými oblouky, které podpírají elegantní korintské sloupy. Celý majetek zakoupený za účelem otevření komunikace do města tímto mostem stál 52 000 liber a stavební plochy byly prodány za tehdy obrovskou částku 35 000 liber. Ulice podél mostu se nazývala Waterloo Place, protože byla položena v roce bitvy u Waterloo.